# 오하리촌 (미야기현)
오하리촌(大張村)은 1954년까지 미야기현 이구군 이부쿠마강 서안에 있던 촌이다. 현재의 마루모리정에 해당한다.

## 역사
- 1889년 4월 1일 - 정촌제 시행과 함께 오하리촌이 성립하였다.
- 1954년 12월 1일 - 마루모리 정, 가네야마 정, 힛포 촌, 오우치 촌, 고사이 촌, 다테야마 촌, 고야 촌과 합병해 새로운 마루모리정이 되었다.

## 방재
- 오하리촌 소방단
  - (조직 체제) 2분단 5반으로 구성.
  - (단원수) 80명
  - (장비) 당시 장비는 동력소방펌프 1대, 수동팔용 소방펌프 4대였다

## 참고문헌
- 『宮城県町村合併誌』（宮城県地方課、1958）
- 『丸森町史』（宮城県伊具郡丸森町、1986）